# Tatár Wikipédia
A Tatár Wikipédia (tatár nyelven: Татар Википедиясе) a Wikipédia projekt tatár nyelvű változata, egy internetes enciklopédia. A Tatár Wikipédiának 266 368 szócikke van, amivel a 68. helyet foglalja el a Wikipédiák rangsorában. A Tatár Wikipédiának 4 adminja és 30 212 regisztrált felhasználója van, melyből 142 az aktív szerkesztő.

## Mérföldkövek
- 2003. szeptember – elindul az oldal
- Jelenlegi szócikkek száma: 266 328 (2021. április 5.)